# Muhammad al-Fazari
Abu Abdallah Muhammad ibn Ibrahim ibn Habib al-Fazari (arabisch أبو عبدالله محمد بن إبراهيم بن حبيب الفزاري, DMG Abū ʿAbdallāh Muḥammad bin Ibrāhīm bin Ḥabīb al-Fazārī; † Anfang des 9. Jahrhunderts wahrscheinlich in Bagdad) war ein muslimischer Philosoph, Mathematiker, Astronom und Astrologe. Er galt als einer der Pioniere in der islamischen Astronomie, der indische Texte der islamischen Welt zugänglich machte.

## Leben
Über al-Fazari ist wenig bekannt. Er stammte möglicherweise aus einer alten angesehenen Familie in Kufa im Irak. Er wirkte in Bagdad zur Zeit des Kalifen al-Mansur (regierte 754–775) und dessen Nachfolgern. Für al-Mansur legte er das astrologisch günstige Gründungsdatum von Bagdad (762) fest. Um 770 übersetzte er auf Wunsch des Kalifen indische astronomische Texte (Sindhind, Sanskrit für Abhandlung) ins Arabische (als Zij al-Sindhind). Sie waren durch einen indischen Astronomen nach Bagdad gekommen (das Datum des Besuchs des unbekannten indischen Astronomen wird nach verschiedenen Quellen 771 oder 773 angegeben). Es handelt sich hier um Texte aus der Tradition von Brahmagupta. Der Name war anscheinend Mahasiddhanta und gehörte zu dem später Brahmapaksa genannten Gesamtwerk. Außer der Lehre von Brahmagupta wurden durch den indischen Astronomen auch astronomische Kenntnisse von Aryabhata weitergegeben. Sein eigenes astronomisches Handbuch (Zij) beruhte darauf (Zij al Sindhind al-kabir), verwendete aber auch andere Einflüsse, und er schrieb auch angeregt durch die Sanskrit-Literatur ein astronomisch-astrologisches Gedicht. Daneben ist noch ein etwa 10 Jahre nach seinem Hauptwerk entstandenes astronomisches Handbuch „Zij 'ala sinai al-Arab“ (Astronomische Tafeln nach den Jahren der Araber) bekannt, das der Angleichung astronomischer Daten an den islamischen Kalender diente und auch Planetentafeln enthielt, und ansonsten nur die Titel verlorener Werke (Über die Messung des Mondes, Über die Armillarsphäre, Über das Astrolabium). Einige Zeilen eines astronomischen Gedichts sind erhalten (Quasida fi'ilm al-nujum, Gedicht über die Wissenschaft von den Sternen). Das meiste über sein Wirken als Astronom ist aus den Schriften von al-Bīrūnī bekannt, der sich auch kritisch zu ihm und seinem Zeitgenossen Yaqūb ibn Tāriq äußerte, der ebenfalls die indischen Texte übersetzte und Kontakt zu dem indischen Astronomen hatte, der Bagdad besuchte.
Der Legende nach soll er das (planisphärische) Astrolabium eingeführt und als Erster im arabischen Raum gebaut haben. Das wird Ibn an-Nadim überliefert. Nach David Pingree ergibt sich aus seinen erhaltenen Werken und Fragmenten, dass er hauptsächlich kompilierte und die verschiedenen Vorlagen nicht einmal zu einer eigenen Theorie vereinigte. Nach Pingree ist er vor allem als früher Vermittler indischen (und darüber griechischen) astronomischen Wissens in den arabischen Raum bedeutsam.
Möglicherweise war er Perser, denn er verfasste nach al-Hasimi einige seiner zahlreichen Abhandlungen auf Persich. Andererseits ist eine arabische Genealogie über 27 Generationen bei Yaqut überliefert. Die Fragmente seiner Werke lassen die Kenntnis griechischer Probleme der Astronomie erkennen, das muss aber nach Sezgin nicht auf die Kenntnis des Almagest deuten, sondern vielmehr auf eine Kenntnis der Araber der griechischen Astronomie vor der Übersetzung des Almagest über indische Quellen.
Es gab früher die Ansicht, dass Ibrāhīm ibn Ḥabīb al‐Fazārī und Muḥammad ibn Ibrāhīm ibn Ḥabīb al‐Fazārī verschiedene Personen (Vater und Sohn) wären, doch nimmt man heute an, dass es sich um dieselbe Person handelt (Kim Plofker).
Er wird häufig mit dem Traditionarier und Historiker Ibrahim b. Muhammad b. al-Harit Al-Fazari Abu Ishaq verwechselt.